# Villa Mattei (Parma)
Villa Mattei è un edificio in stile neoclassico situato all'interno di una corte rurale, raggiungibile dal lungo viale Dall'Aglio a est di San Prospero Parmense, frazione di Parma.

## Storia
L'edificio originario, collocato all'interno di un'ampia corte rurale, fu costruito in stile barocco per volere dei conti Mariani forse intorno al 1682, anche se alcuni storici ne posticipano la fondazione al XVIII secolo.
L'ampia tenuta agricola, nota come corte Mariana, fu comprata successivamente dal conte Pietro o Paolo Bajardi, che la rivendette alla famiglia Rossi nella seconda metà del XVIII secolo. Fu forse allora che la villa fu ricostruita in stile neoclassico, secondo vari studiosi su progetto dell'architetto Ennemond Alexandre Petitot, ma non tutti gli storici concordano con tale ipotesi.
Intorno al 1800 l'edificio e le terre annesse furono acquistati dalla famiglia Meley, di origine francese, che li alienò nel 1896 al marchese Filippo Corradi Cervi Robiani; dopo la sua morte nel 1924, la tenuta, ridotta rispetto alle dimensioni originarie, fu acquisita da Medardo Pederzini e nuovamente rivenduta nel 1936 a Secondo Mattej.
Il 9 novembre del 1983 un forte terremoto provocò ingenti danni alla villa, causando il crollo della torre sul porticato interno e sul corpo d'ingresso.
La struttura in rovina fu acquistata nel 1990 dal restauratore Marco Pinna, che negli anni seguenti la ristrutturò completamente.

## Descrizione
La villa è collocata al termine di un lungo viale rettilineo, con accesso dalla via Emilia; sul lato est si estende il giardino.

### Villa

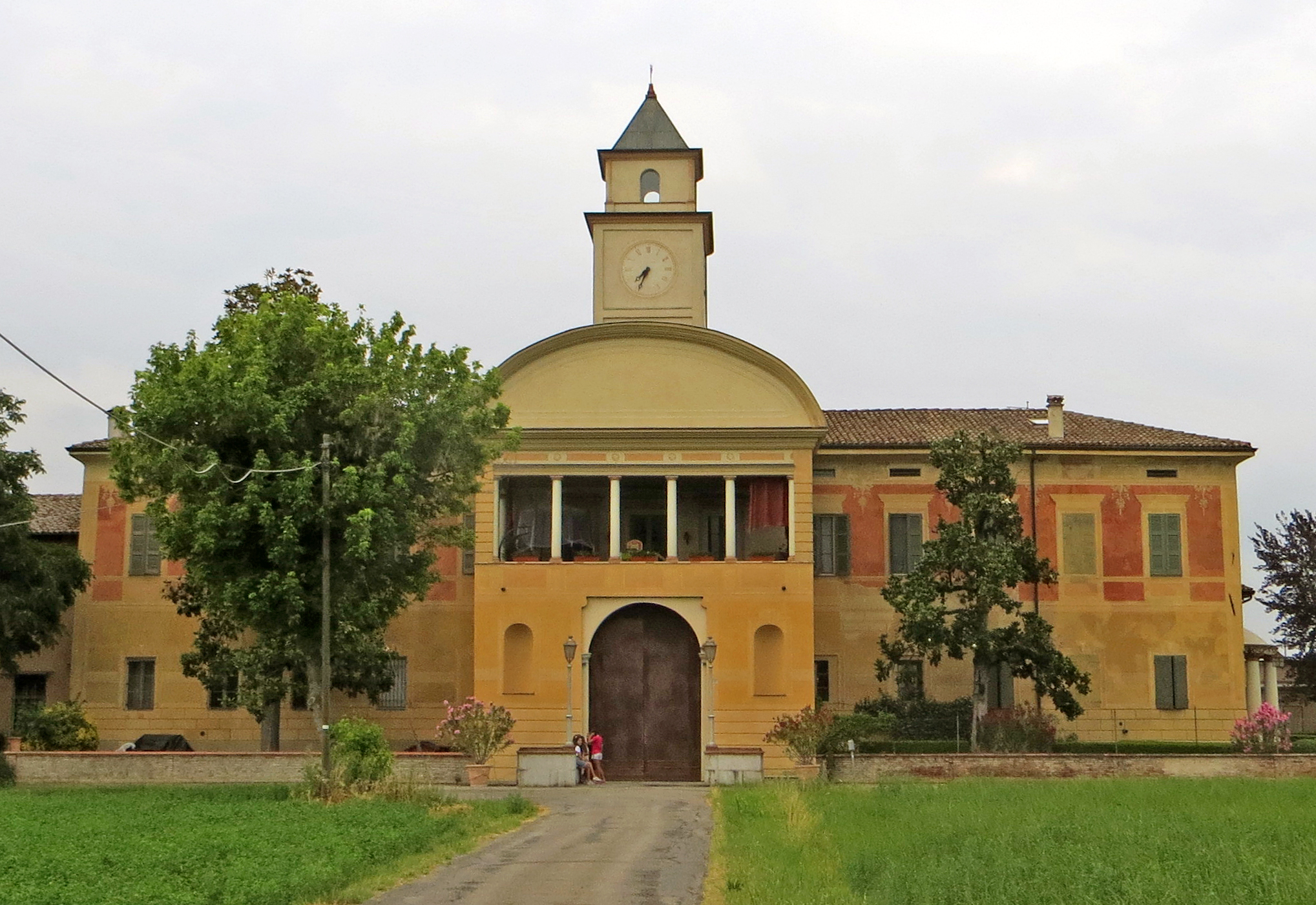
Facciata

La villa si estende su una pianta a U attorno a una corte porticata, con accesso a sud all'interno dell'avancorpo in asse col viale d'ingresso.
La simmetrica facciata, interamente intonacata e decorata con dipinti a riquadri e strisce, è caratterizzata dalla presenza dell'avancorpo centrale d'ingresso, preceduto da un ponticello che scavalca il ruscello; nel mezzo è collocato l'ampio portale ad arco a tutto sesto, ornato con le iniziali B.P., riferibili forse al conte Pietro o Paolo Bajardi; ai lati si trovano da due alte nicchie, mentre al primo piano si apre un loggiato retto da sottili colonne coronate da capitelli dorici; in sommità si staglia un grande frontone circolare, al cui centro, tra due figure femminili, era anticamente posizionato lo stemma dei marchesi Corradi Cervi Robiani. Più indietro si innalza la torre con orologio a pianta quadrata, sormontata da un'altana chiusa, illuminata su ogni lato da una monofora ad arco a tutto sesto e coperta da una guglia piramidale in rame. Le due ali simmetriche, elevate su due livelli principali fuori terra, sono punteggiate da regolari finestre delimitate da cornici dipinte.
Il prospetto est sul giardino è caratterizzato dalla presenza, in asse col vialetto centrale del parco, di un portichetto a pianta semicircolare, raggiungibile attraverso una breve scalinata; il piccolo portico, sostenuto da sei colonne doriche, è chiuso superiormente da una copertura emisferica, su cui poggia un balconcino curvilineo con ringhiera in ferro, a sua volta coronato da una cupoletta retta da due mensole.
Il portale d'ingresso principale a sud dà accesso, attraverso l'androne, alla corte interna a U, caratterizzata sul lato meridionale dalla presenza di un porticato a cinque arcate a sesto ribassato rette da colonne doriche.
Sul cortile si affacciano sulla sinistra la portineria e sulla destra la cappella; il piccolo luogo di culto, decorato internamente con lesene e stucchi barocchi, accoglie nell'abside un altare sormontato da un arazzo raffigurante la Madonna col Bambino. L'ambiente è direttamente collegato, attraverso una scala a rampe contrapposte, al piano terreno della villa, ove le sale, ornate con dipinti, sono coperte da volte a vela.
Al piano nobile si trovano vari ambienti affrescati; al centro, affacciato sul loggiato della facciata, è collocato l'ampio salone, originariamente decorato con 14 pannelli di seta dipinti a olio con le raffigurazioni di paesaggi e di stemmi, rimossi dagli eredi Pederzini-Stevani.

### Parco
Il parco si sviluppa su una pianta rettangolare a est della villa.
Il giardino all'italiana, ornato simmetricamente con vialetti, siepi, vasi e statue a soggetto femminile, costituisce una piccola porzione dell'antico parco, esteso originariamente su una dimensione molto più ampia.